# Sphindus trinifer
Sphindus trinifer is een keversoort uit de familie slijmzwamkevers (Sphindidae). De wetenschappelijke naam van de soort werd in 1898 gepubliceerd door Thomas Lincoln Casey.